# 床辰
床辰（とこたつ、1960年12月9日 - ）は、大相撲の床山。本名は渕上純一。佐賀県杵島郡江北町出身。立浪部屋所属。現在特等床山を務めている。

## 履歴
- 1979年3月場所 - 採用。
- 1999年以前 - 三等床山。
- 2000年1月場所 - 二等床山に昇進。
- 2010年1月場所 - 一等床山に昇進。
- 2025年1月場所 - 特等床山に昇進[2]。